# Derek Forbort
Derek Forbort (Duluth, Minnesota, 4 de marzo de 1992) es un jugador profesional estadounidense de hockey sobre hielo que se desempeña en la posición de defensor izquierdo en Boston Bruins, equipo de la National Hockey League (NHL).

## Carrera
Fue seleccionado en la primera ronda en la NHL Entry Draft de 2010. En 2015 hizo su debut profesional con el equipo Los Angeles Kings, en el cual jugó cinco temporadas (2015-2019), después pasó a Calgary Flames (2019-2020), luego a Winnipeg Jets (2020-2021), posteriormente a Boston Bruins, donde lleva jugando tres temporadas.